# JR藤森車站
JR藤森站（日语：／ JR-Fujinomori eki */?）位於京都市伏見區深草大龜谷大山町，是西日本旅客鐵道（JR西日本）奈良線的鐵路車站。車站編號為JR-D04。

## 概要
京都的古老神社─藤森神社就位於本站附近，「藤森」這個名稱來自鎌倉時代就存在的藤森神社，車站名因此也採用「藤森」這個名稱。此外，為了與京阪本線的藤森站做區別，冠上「JR」的名稱。

## 歷史
- 1997年（平成9年）3月8日 - 本站開業，設在當時奈良線內站間最長的稻荷站 - 桃山站之間。
- 2001年（平成13年）3月3日 - 京都站 - 本站間複線化。
- 2003年（平成15年）11月1日 - 可使用IC卡「ICOCA」搭乘[2]。
- 2016年（平成28年）3月24日 - 車站內設置電梯[3]。
- 2018年（平成30年）3月17日 - 導入車站編號。

## 車站構造
側式月台2面2線的地面車站。有切土型的橋上站房。
本站受宇治站管理，由JR西日本交通服務代理經營車站業務，是一個業務委託車站。

### 月台配置
| 月台 | 路線   | 方向 | 目的地        |
| ---- | ------ | ---- | ------------- |
| 1    | 奈良線 | 上行 | 往 京都       |
| 2    | 奈良線 | 下行 | 往 宇治、奈良 |

## 使用情況
根據京都府統計書資料，1日的平均上車人次如下表。
| 年度   | 一日平均 上車人次 |
| ------ | ----------------- |
| 1999年 | 2,123             |
| 2000年 | 2,211             |
| 2001年 | 2,342             |
| 2002年 | 2,395             |
| 2003年 | 2,460             |
| 2004年 | 2,537             |
| 2005年 | 2,603             |
| 2006年 | 2,701             |
| 2007年 | 2,759             |
| 2008年 | 2,775             |
| 2009年 | 2,740             |
| 2010年 | 2,753             |
| 2011年 | 2,792             |
| 2012年 | 2,840             |
| 2013年 | 2,937             |
| 2014年 | 2,915             |
| 2015年 | 2,981             |
| 2016年 | 3,038             |
| 2017年 | 3,104             |

## 車站周邊
雖然本站叫作JR藤森，但離京阪本線的藤森站有段距離，事實上離墨染站還比較近。
- 京都教育大學
- 藤森神社
- 京都深草大龜谷郵局
- 墨染通

## 相鄰車站
西日本旅客鐵道
 奈良線
■京路快速、■快速、■區間快速
通過
■普通
稻荷（JR-D03）－JR藤森（JR-D04）－桃山（JR-D05）

## 外部連結
- JR藤森｜車站資訊：JR出門網 - 西日本旅客鐵道